# Audiencia pública europea sobre la conciencia europea y los crímenes del comunismo totalitario: 20 años después
La Audiencia pública europea sobre la conciencia europea y los crímenes del comunismo totalitario: 20 años después fue una audiencia pública europea organizada por la Presidencia checa de la Unión Europea en el Parlamento Europeo el 18 de marzo de 2009.[cita requerida] La Presidencia describió la audiencia como "el tercer paso hacia el establecimiento de una Plataforma europea de la memoria y la conciencia para apoyar las actividades de las instituciones comprometidas con la reconciliación y la condena a los regímenes totalitarios en Europa".

## Organización
La audiencia fue organizada por el Viceprimer Ministro de Asuntos Europeos Alexandr Vondra y la Representante Permanente de la República Checa ante la Unión Europea Milena Vicenová en nombre de la Presidencia checa del Consejo de la Unión Europea, en cooperación con los eurodiputados que apoyan la Declaración de Praga.

## Primera sesión
La primera sesión, presidida por el eurodiputado Tunne Kelam, incluyó discursos de Pavel Žáček (Director, Instituto para el Estudio de los Regímenes Totalitarios), Emmanuel Crabit (Dirección General de Justicia, Libertad y Seguridad de la Comisión Europea), Emanuelis Zingeris (Presidente, Comisión Internacional para la Evaluación de los Crímenes de los Regímenes de Ocupación Nazi y Soviética en Lituania), Marius Oprea (Instituto para la Investigación de Crímenes Comunistas en Rumania), Hans Altendorf (Oficina del Comisionado Federal para los Registros de la Stasi), Vasil Kadrinov (Hannah Arendt Center), Nicolas Werth (Instituto de Historia Contemporánea, CNRS) y Camilla Andersson (Instituto de Información sobre los Crímenes del Comunismo).

## Segunda sesión
La segunda sesión, presidida por la eurodiputada Jana Hybášková, incluyó discursos de Alexandr Vondra (vice primer ministro de Asuntos Europeos de la República Checa), Ján Figeľ (comisario europeo de Educación), eurodiputado Alejo Vidal-Quadras (vicepresidente del Parlamento Europeo) , El eurodiputado Jan Zahradil, el eurodiputado László Tökés y Sandra Kalniete (ex comisaria europea).

## Conclusiones y resolución
Las conclusiones pedían "el establecimiento de la Plataforma europea de la memoria y la conciencia" y apoyaban la proclamación del Día Europeo de Conmemoración de las Víctimas del Estalinismo y el Nazismo. La audiencia fue seguida por una resolución del Parlamento Europeo sobre la conciencia europea y el totalitarismo de 2 de abril de 2009.